# Regering-Reuter
De Regering-Reuter was van 28 september 1918 tot 19 maart 1925 aan de macht in het Groothertogdom Luxemburg.
Onder deze regering kwam de Belgisch-Luxemburgse Economische Unie tot stand.

## Samenstelling
|                                            | Émile Reuter         | President van de Regering, directeur-generaal van Buitenlandse Zaken en van Binnenlandse Zaken | PD         |
|                                            | Nicolas Welter       | directeur-generaal van Onderwijs                                                               | partijloos |
|                                            | Auguste Liesch       | directeur-generaal van Justitie en Openbare Werken                                             | LL         |
|                                            | Alphonse Neyens      | directeur-generaal van Financiën                                                               | PD         |
|                                            | Auguste Collart      | directeur-generaal van Landbouw, Industrie en Arbeid                                           | PD         |
| Reuter II (5 januari 1920 - 15 april 1921) |                      |                                                                                                |            |
|                                            | Émile Reuter         | President van de Regering, directeur-generaal van Buitenlandse Zaken en van Binnenlandse Zaken | PD         |
|                                            | Nicolas Welter       | directeur-generaal van Onderwijs                                                               | partijloos |
|                                            | Auguste Liesch       | directeur-generaal van Justitie en Openbare Werken                                             | LL         |
|                                            | Alphonse Neyens      | directeur-generaal van Financiën                                                               | PD         |
|                                            | Raymond de Waha      | directeur-generaal van Landbouw en Sociale Voorzieningen                                       | PD         |
|                                            | Antoine Pescatore    | directeur-generaal van Handel, Industrie en Arbeid                                             | LL         |
| Reuter III (15 april 1921 - 20 maart 1925) |                      |                                                                                                |            |
|                                            | Émile Reuter         | President van de Regering en directeur-generaal van Buitenlandse Zaken                         | PD         |
|                                            | Alphonse Neyens      | directeur-generaal van Financiën                                                               | PD         |
|                                            | Raymond de Waha      | directeur-generaal van Landbouw, Industrie en Sociale Voorzieningen                            | PD         |
|                                            | Guillaume Leidenbach | directeur-generaal van Justitie en (tot 14 april 1923) Openbare Werken                         | PD         |
|                                            | Guillaume Soisson    | (sinds 14 april 1923) directeur-generaal van Openbare Werken                                   | PD         |
|                                            | Joseph Bech          | directeur-generaal van Binnenlandse Zaken en Onderwijs                                         | PD         |